# Уэно, Юи
Ю́и Уэ́но (яп. 上野 結生; род. 17 декабря 2002, Каруидзава, Нагано) — японская кёрлингистка.
В составе женской сборной Японии участник чемпионата мира 2024. Чемпион Японии среди женщин. В составе юниорской женской сборной Японии участник пяти чемпионатов мира (чемпионы в 2022).
В «классическом» кёрлинге (команда из четырёх человек одного пола) играет на позициях второго и первого.

## Достижения
- Чемпионат Японии по кёрлингу среди женщин: золото (2024).
- Чемпионат мира по кёрлингу среди юниоров: золото (2022), серебро (2023, 2024).

## Команды
| Сезон   | Четвёртый      | Третий      | Второй          | Первый           | Запасной           | Тренер                         | Турниры                                |
| ------- | -------------- | ----------- | --------------- | ---------------- | ------------------ | ------------------------------ | -------------------------------------- |
| 2015—16 | Аяно Цутия     | Юми Судзуки | Мию Уэно        | Асука Канаи      | Юи Уэно            | Нагиса Мацумура                | ЧМЮ-Б 2016                             |
| 2015—16 | Аяно Цутия     | Юми Судзуки | Юи Уэно         | Асука Канаи      | Саэ Ямамото        | Нагиса Мацумура                | ЧМЮ 2016 (10 место)                    |
| 2018—19 | Асука Канаи    | Мию Уэно    | Юи Уэно         | Хинако Сонобэ    |                    | Нагиса Мацумура                |                                        |
| 2019—20 | Минори Судзуки | Эри Огихара | Юи Уэно         | Саэ Ямамото      | Мию Уэно           | Мицуки Сато                    | ЧМЮ-Б 2019 (дек.) · ЧМЮ 2020 (4 место) |
| 2021—22 | Мию Уэно       | Эри Огихара | Юи Уэно         | Саэ Ямамото      | Юина Миура         | Аюми Огасавара                 | ЧМЮ 2022                               |
| 2022—23 | Юина Миура     | Аи Мацунага | Юи Уэно         | Эри Огихара      | Юна Сакума         | Аюми Огасавара, Хаято Мацумура | ЧМЮ 2023                               |
| 2023—24 | Момоха Табата  | Мику Нихира | Юина Миура      | Микото Накадзима | Юи Уэно            | Хироси Сато, Аюми Огасавара    | ЧМЮ 2024                               |
| 2023—24 | Мию Уэно       | Асука Канаи | Дзюнко Нисимуро | Юи Уэно          | Монэ Рёкава        | Юдзи Нисимуро                  | ЧЯЖ 2024 · ЧМ 2024 (11 место)          |
| 2024—25 | Мию Уэно       | Юи Уэно     | Дзюнко Нисимуро | Асука Канаи      | Кахо Онодэра (ПКЧ) | Юдзи Нисимуро                  | ПКЧ 2024 (4 место) ЧЯЖ 2025 (8 место)  |

(скипы выделены полужирным шрифтом)

## Частная жизнь
Её старшая сестра Мию Уэно — тоже кёрлингистка, играет в одной команде с Юи.
Начала заниматься кёрлингом в 2010 году, в возрасте 8 лет.